# Гомстедський металургійний завод
40°24′47.09″ пн. ш. 79°53′24.28″ зх. д. / 40.4130806° пн. ш. 79.8900778° зх. д.

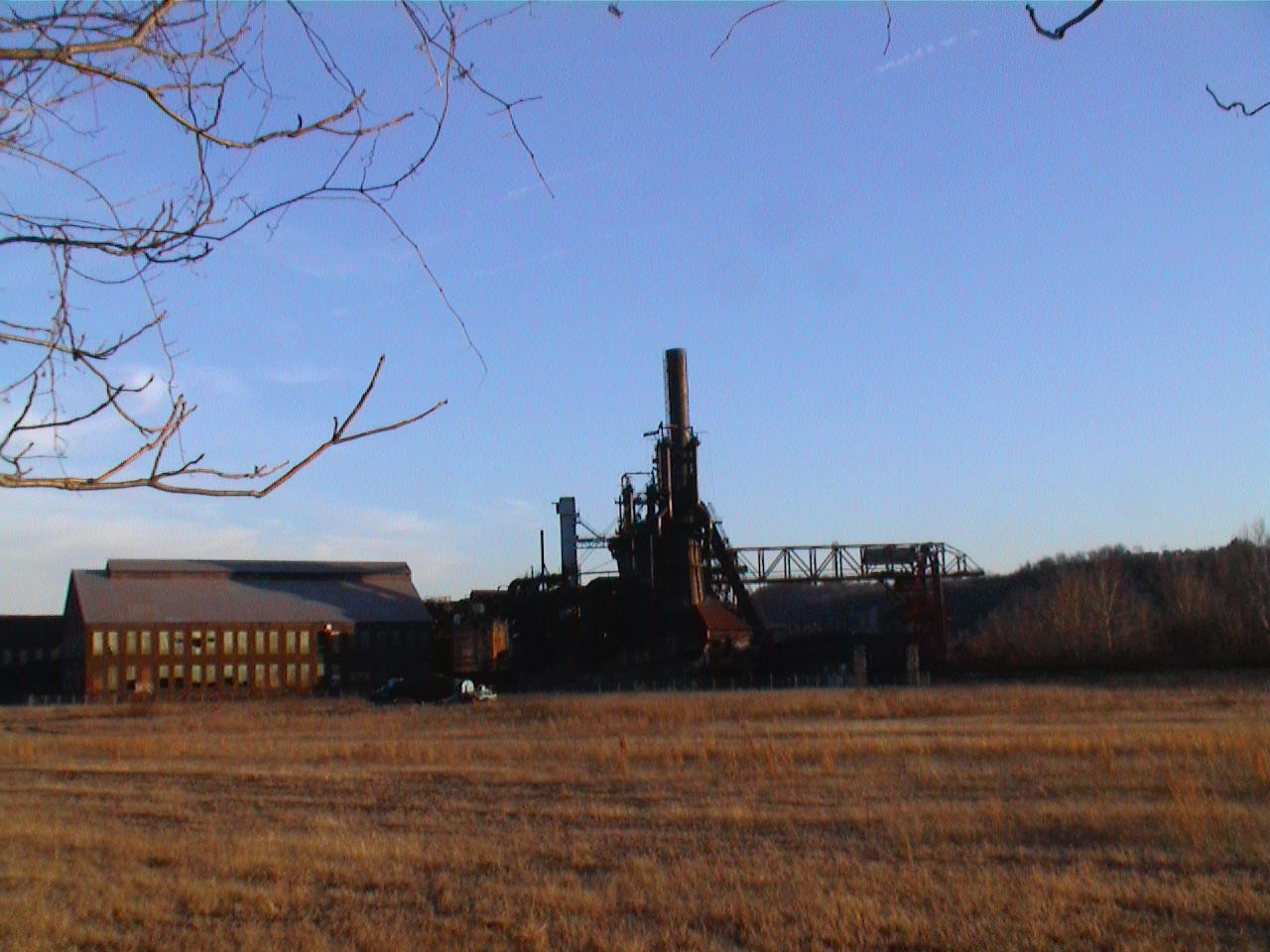
Доменна піч колишнього металургійного заводу у містечку Хоумстед.

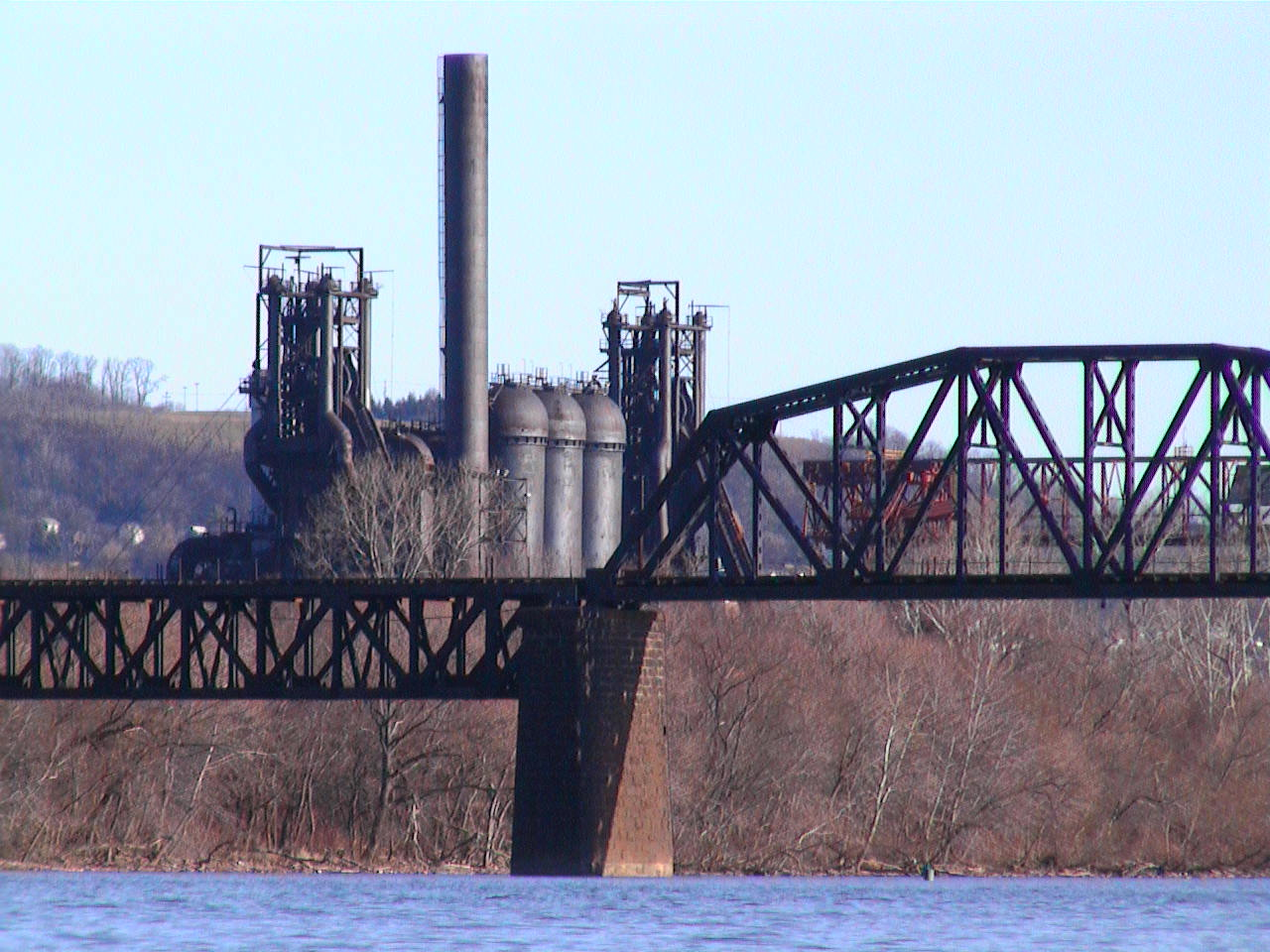
Доменні печі колишнього металургійного заводу у містечку Хоумстед.

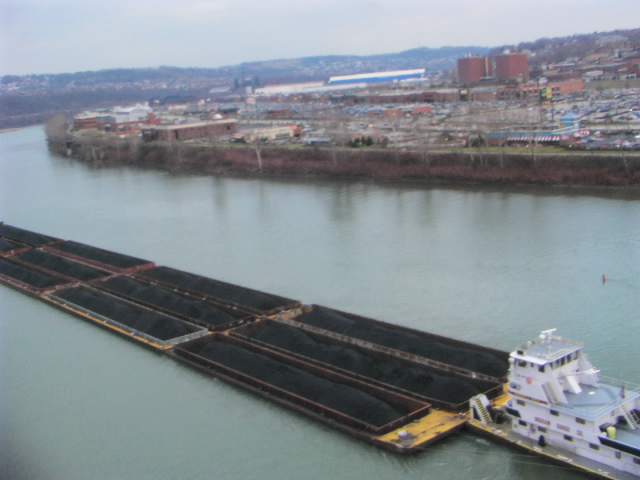
Шопінг-центр у місті Хоумстед на території колишнього Хоумстедського металургійного заводу. Вдалечині, на іншому березі річки, ледь видно дві доменних печі — все, що залишилися від заводу.

Гомстедський металургійний завод (англ. Homestead Steel Works) — колишній великий металургійний завод у невеличкому місті Хоумстед, штат Пенсільванія, США. Заснований на початку 1880-х років. Куплений 1888 року бізнесменом Ендрю Карнеґі, закритий 1986 року. Був розміщений на обох берегах річки Мононгахіла. Сьогодні від заводу залишилося лише дві доменних печі, які є доступними для всіх охочих.

## Історія
Завод було збудовано на початку 1880-х років. 1888 року його придбав бізнесмен Ендрю Карнеґі. Завод став частиною його металургійної компанії Carnegie Steel Company. 1892 року на заводі відбувся великий страйк, що переріс у збройне протистояння й став одним з найгостріших конфліктів у історії робітничого руху США кінця 19 століття. У 1901 році Карнегі продав завод компанії U.S. Steel. Найбільша кількість працівників, приблизно 15 тис. людей, працювала на заводі у роки Другої світової війни. На початку 1980-х років на заводі працювало приблизно 7000 — 8000 чоловік. Завод закрито 1986 року. Після цього більшість будівель на його території було розібрано та порізано на металобрухт.
На території колишнього заводу було збудовано великий шопінг-центр «Waterfront», на території якого сьогодні знаходяться численні великі і маленькі магазини, ресторани, кінотеатр, офіси і житлові будинки. Від заводу залишилося лише дві доменних печі і декотрі будівлі колишнього доменного цеху.

## Доменні печі
Хоумстедський металургійний завод знаходився по обидва береги річки Мононгахіла. На лівому березі річки, біля міста Хоумстед, від заводу майже нічого не залишилося, там збудовано шопінг-центр. А ось на правому березі річки, біля міста Ранкін, де колись знаходився доменний цех, досі зберігаються дві доменних печі, бункерна естакада при них і рудно-грейферний кран. Місцевість біля доменних печей доступна для всіх охочих. 2006 року доменні печі занесено до Національного реєстру історичних місць США.